# Gollumiella guineensis
Gollumiella guineensis är en stekelart som beskrevs av John M. Heraty 1992. Gollumiella guineensis ingår i släktet Gollumiella och familjen Eucharitidae.
Artens utbredningsområde är Papua Nya Guinea. Inga underarter finns listade i Catalogue of Life.